# German International 2019
Die German International 2019 fanden vom 15. bis zum 18. Mai 2019 in Bonn statt. Es war die erste Austragung dieser internationalen Meisterschaften von Deutschland im Badminton.

## Sieger und Platzierte
| Disziplin    | Gold                               | Silber                             | Bronze                               |
| ------------ | ---------------------------------- | ---------------------------------- | ------------------------------------ |
| Herreneinzel | Arnaud Merklé                      | Max Weißkirchen                    | Magnus Johannesen                    |
| Herreneinzel | Arnaud Merklé                      | Max Weißkirchen                    | Sam Parsons                          |
| Dameneinzel  | Thuc Phuong Nguyen                 | Iben Bergstein                     | Mareike Bittner                      |
| Dameneinzel  | Thuc Phuong Nguyen                 | Iben Bergstein                     | Ella Soderstrom                      |
| Herrendoppel | Philip Illum Klindt Mads Thøgersen | Emil Lauritzen Mads Muurholm       | Felix Hammes Christopher Klauer      |
| Herrendoppel | Philip Illum Klindt Mads Thøgersen | Emil Lauritzen Mads Muurholm       | Vasily Kuznetsov Lukas Resch         |
| Damendoppel  | Lise Jaques Flore Vandenhoucke     | Leona Michalski Thuc Phuong Nguyen | Theresa Isenberg Brid Stepper        |
| Damendoppel  | Lise Jaques Flore Vandenhoucke     | Leona Michalski Thuc Phuong Nguyen | Lisa Kaminski Hannah Pohl            |
| Mixed        | Peter Lang Hannah Pohl             | Emil Lauritzen Iben Bergstein      | Matthias Kicklitz Thuc Phuong Nguyen |
| Mixed        | Peter Lang Hannah Pohl             | Emil Lauritzen Iben Bergstein      | Aaron Sonnenschein Leona Michalski   |

## Ergebnisse

### Herreneinzel Qualifikation
- Rafael Gavois –  Lenny Sudarma: 21-9 / 21-16
- Yanis Gaudin –  Angus Pedersen: 20-22 / 21-10 / 21-9
- David Kramer –  Luuk Oostrik: 21-3 / 21-7
- Robby Bronselaer –  Ben Gatzsche: 21-12 / 21-18
- Magnus Johannesen –  Felix Hammes: 21-10 / 25-23
- Ansgar Kirste –  Hugo Jardim: 21-8 / 21-3
- Timo Stoffelen –  Matti-Lukka Bahro: 21-16 / 21-8
- Andreas Fleischer –  Ben Hunt: 21-10 / 21-16
- Vegard Rikheim –  Bennet Peters: 21-10 / 21-9
- Matthias Kicklitz –  Senne Houthoofd: 21-11 / 21-15
- Axel Henrik Parkhøi –  Dylan Rosius: 21-17 / 21-14
- Romain Frank –  Sander De Decker: 21-16 / 21-7
- Mattias Xu –  Martin Kroll: 9-21 / 22-20 / 21-18
- Torjus Flåtten –  Florian Bruell: 21-11 / 21-15
- Jakob Godt –  William Freer: 21-10 / 21-11
- Maxim Ziegler –  Jesper de Waal: 21-12 / 21-12
- Moritz Rappen –  Max Gotfredsen: 21-19 / 14-21 / 21-17
- Thomas Sibbald –  Mark Brady: 22-20 / 21-14
- Shaun Ekengren –  Aaron Sonnenschein: 21-13 / 21-15
- Larry Pong –  Daniel Stratenko: 21-5 / 21-13
- Alexander Svensson –  Adrien Slegers: 21-14 / 21-14
- Mattias Sonderskov –  Jack O’Brien: 21-9 / 22-20
- Lukas Resch –  Callum Thomas: 21-16 / 21-6
- Dennis Koppen –  Christoffer Elbrønd: 21-19 / 21-17
- Vincent Ziegler –  Jørgen Rosenlund: 21-19 / 21-14
- Marijn Put –  Christopher Klauer: 21-13 / 21-19
- Nicolas A. Müller –  Lennart Konder: 19-21 / 21-9 / 21-15
- Markus Barth –  Elias Beckmann: 21-14 / 18-21 / 21-13
- Oskar Johansson –  Declan Bennett: 21-6 / 21-3
- Philip Illum Klindt –  Alexander Rydstrom: 21-11 / 21-10
- Finn Achthoven –  Pascal Scheiel: 21-14 / 21-15
- Tobias Mund –  Thilo Mund: 23-21 / 21-12
- Yanis Gaudin –  Rafael Gavois: 21-16 / 21-10
- David Kramer –  Robby Bronselaer: 21-19 / 21-9
- Magnus Johannesen –  Ansgar Kirste: 21-9 / 21-8
- Andreas Fleischer –  Timo Stoffelen: 21-11 / 21-16
- Vegard Rikheim –  Matthias Kicklitz: 18-21 / 21-14 / 22-20
- Romain Frank –  Axel Henrik Parkhøi: 21-18 / 24-22
- Mattias Xu –  Torjus Flåtten: 13-21 / 21-19 / 22-20
- Jakob Godt –  Maxim Ziegler: 21-18 / 21-17
- Thomas Sibbald –  Moritz Rappen: 21-10 / 21-13
- Larry Pong –  Shaun Ekengren: 16-21 / 21-17 / 21-14
- Mattias Sonderskov –  Alexander Svensson: 23-21 / 21-15
- Lukas Resch –  Dennis Koppen: 21-18 / 21-15
- Marijn Put –  Vincent Ziegler: 21-8 / 23-21
- Markus Barth –  Nicolas A. Müller: 21-14 / 14-21 / 21-14
- Philip Illum Klindt –  Oskar Johansson: 21-18 / 18-21 / 21-14
- Finn Achthoven –  Tobias Mund: 21-15 / 21-13
- Yanis Gaudin –  David Kramer: 21-16 / 21-13
- Magnus Johannesen –  Andreas Fleischer: 21-11 / 21-12
- Romain Frank –  Vegard Rikheim: 21-19 / 22-20
- Jakob Godt –  Mattias Xu: 21-15 / 21-15
- Larry Pong –  Thomas Sibbald: 21-14 / 21-10
- Lukas Resch –  Mattias Sonderskov: 21-4 / 21-11
- Marijn Put –  Markus Barth: 21-10 / 21-19
- Philip Illum Klindt –  Finn Achthoven: 21-16 / 21-15

### Herreneinzel
- Zvonimir Đurkinjak –  Simon Wang: 21-8 / 21-13
- Marijn Put –  Orijit Chaliha: 21-16 / 21-13
- Max Weißkirchen –  Jonathan Dolan: 21-15 / 21-18
- Lukas Resch –  David Walsh: 21-10 / 21-9
- Sam Parsons –  Adam Dolman: 21-13 / 21-14
- Andy Tsai –  Camilo Borst: 21-6 / 21-9
- Elias Bracke –  Romain Frank: 21-9 / 21-9
- Bruno Carvalho –  Ethan Rose: 21-14 / 21-18
- Philip Illum Klindt –  Chun Kar Lung: 1-2 ret.
- Julien Carraggi –  Filip Špoljarec: 24-22 / 21-15
- Magnus Johannesen –  Richard Kuhl: 21-17 / 21-17
- Lars Schänzler –  Jakob Godt: 21-16 / 21-17
- Yanis Gaudin –  Mateusz Danielak: 21-12 / 21-15
- Arnaud Merklé –  Ye Binghong: 21-14 / 21-14
- Mads Thøgersen –  Larry Pong: 22-20 / 21-7
- Martin Bundgaard –  Joshua Magee: 21-16 / 21-18
- Zvonimir Đurkinjak –  Marijn Put: 21-19 / 21-13
- Max Weißkirchen –  Lukas Resch: 21-16 / 21-17
- Sam Parsons –  Andy Tsai: 21-16 / 21-13
- Elias Bracke –  Bruno Carvalho: 21-16 / 21-15
- Julien Carraggi –  Philip Illum Klindt: 21-16 / 22-20
- Arnaud Merklé –  Yanis Gaudin: 21-12 / 21-13
- Martin Bundgaard –  Mads Thøgersen: 23-21 / 21-17
- Magnus Johannesen –  Lars Schänzler: w.o.
- Max Weißkirchen –  Zvonimir Đurkinjak: 12-21 / 21-14 / 21-10
- Sam Parsons –  Elias Bracke: 21-16 / 21-12
- Magnus Johannesen –  Julien Carraggi: 21-15 / 18-21 / 21-17
- Arnaud Merklé –  Martin Bundgaard: 21-8 / 21-13
- Max Weißkirchen –  Sam Parsons: 25-23 / 21-13
- Arnaud Merklé –  Magnus Johannesen: 21-15 / 21-16
- Arnaud Merklé –  Max Weißkirchen: 22-20 / 21-12

### Dameneinzel Qualifikation
- Ann-Sofie Husher Ruus –  Katja Holenz: 21-15 / 21-10
- Dagmara Pekala –  Leonie Klöckner: 21-18 / 21-8
- Mareike Bittner –  Franziska Andre: 21-9 / 21-9
- Sarah Bergedick –  Zoe Hallam: 21-16 / 21-16
- Anke Fastenau –  Wiktoria Rudzinska: 21-12 / 21-13
- Ann-Kathrin Spöri –  Jana Adámková: 21-13 / 21-10
- Karina Kapanen –  Hannah Jänichen: 21-9 / 21-13
- Xenia Kölmel –  Paula Kick: 17-21 / 21-17 / 21-19
- Charlotte Freer –  Chiara Marino: w.o.
- Kelly van Buiten –  Julia Resch: w.o.
- Nina Becker –  Dagmara Pekala: 21-19 / 21-17
- Catarina Cristina –  Charlotte Freer: 21-5 / 21-3
- Mareike Bittner –  Sarah Bergedick: 22-20 / 21-15
- Kelly van Buiten –  Anke Fastenau: 21-17 / 21-15
- Thuc Phuong Nguyen –  Ann-Kathrin Spöri: 21-15 / 21-12
- Karina Kapanen –  Caroline Huang: 21-23 / 21-13 / 21-13
- Leona Michalski –  Xenia Kölmel: 21-18 / 21-19
- Ann-Sofie Husher Ruus –  Frida Lindstrom: w.o.

### Dameneinzel
- Getter Saar –  Aneta Niklas: 21-16 / 21-6
- Meike Versteeg –  Catarina Cristina: 21-10 / 21-18
- Thuc Phuong Nguyen –  Brid Stepper: 21-18 / 21-15
- Nella Siilasmaa –  Nina Becker: 21-11 / 21-5
- Ann-Sofie Husher Ruus –  Holly Newall: 16-21 / 21-18 / 21-14
- Ella Soderstrom –  Kirstin Boonen: 21-11 / 21-19
- Miranda Wilson –  Leona Michalski: 20-22 / 21-17 / 21-12
- Indira Dickhaeuser –  Basia Grodynska: 21-17 / 21-15
- Alicia Molitor –  Iya Gordeyeva: 21-19 / 21-10
- Annalena Diks –  Helis Pajuste: 21-11 / 21-14
- Clara Lassaux –  Toni Woods: 21-13 / 21-10
- Mareike Bittner –  Theresa Isenberg: 29-27 / 21-13
- Frida Lindstrom –  Karina Kapanen: 21-12 / 21-17
- Iben Bergstein –  Amy Hayhoe: 21-8 / 16-21 / 21-14
- Manon Krieger –  Kelly van Buiten: 21-16 / 21-14
- Lisa Bomers –  Lilit Poghosyan: 16-15 ret.
- Getter Saar –  Meike Versteeg: 21-17 / 21-16
- Thuc Phuong Nguyen –  Nella Siilasmaa: 21-3 / 21-11
- Ella Soderstrom –  Ann-Sofie Husher Ruus: 21-17 / 21-14
- Miranda Wilson –  Indira Dickhaeuser: 21-14 / 21-16
- Alicia Molitor –  Annalena Diks: 21-13 / 21-23 / 21-14
- Mareike Bittner –  Clara Lassaux: 18-21 / 21-15 / 21-12
- Iben Bergstein –  Frida Lindstrom: 23-21 / 21-18
- Manon Krieger –  Lisa Bomers: 21-14 / 21-16
- Thuc Phuong Nguyen –  Getter Saar: 21-12 / 21-7
- Ella Soderstrom –  Miranda Wilson: 21-16 / 21-17
- Mareike Bittner –  Alicia Molitor: 21-10 / 21-15
- Iben Bergstein –  Manon Krieger: 12-21 / 21-12 / 21-15
- Thuc Phuong Nguyen –  Ella Soderstrom: 21-14 / 21-15
- Iben Bergstein –  Mareike Bittner: 21-19 / 21-15
- Thuc Phuong Nguyen –  Iben Bergstein: 13-21 / 22-20 / 21-15

### Herrendoppel Qualifikation
- Leander Adam /  Marvin Datko –  William Freer /  Simon Rieck: 21-5 / 21-15
- Arnaud Merklé /  Maxim Ziegler –  Marcello Kausemann /  Bennet Peters: 21-17 / 21-13
- Rafael Gavois /  Vincent Ziegler –  Thilo Mund /  Tobias Mund: 23-25 / 21-19 / 24-22
- Arnaud Merklé /  Maxim Ziegler –  Rafael Gavois /  Vincent Ziegler: 21-19 / 23-21

### Herrendoppel
- Emil Lauritzen /  Mads Muurholm –  Markus Barth /  Jørgen Rosenlund: 21-14 / 21-10
- Gijs Duijs /  Brian Wassink –  Andreas Fleischer /  Oliver Lau: 21-18 / 21-23 / 21-14
- Mark Brady /  Joshua Magee –  Nathan Laemmel /  Mateo Martinez: 21-19 / 12-21 / 21-16
- Maxime Briot /  Louis Ducrot –  Martin Kroll /  Joshua Wolff: 21-8 / 21-11
- Arnaud Merklé /  Maxim Ziegler –  Dominic Ashton /  Timothy Hull: 21-16 / 21-15
- Vasily Kuznetsov /  Lukas Resch –  Jakob Burestedt /  Filip Svensson: 16-21 / 21-18 / 21-19
- Thomas Fuchs /  Simon Wang –  Jesper de Waal /  Richard Kuhl: 22-20 / 17-21 / 21-17
- Mateusz Danielak /  Alan Ostrowski –  Jack O’Brien /  Callum Thomas: 21-13 / 14-21 / 27-25
- Leander Adam /  Marvin Datko –  Tim Fischer /  Julian Lohau: 21-15 / 21-13
- Patryk Szymoniak /  Jona van Nieuwkerke –  Ben Gatzsche /  Daniel Stratenko: 21-12 / 21-9
- Lee Ackerman /  Angus Pedersen –  Oskar Johansson /  Alexander Svensson: 14-21 / 21-18 / 25-23
- Philip Illum Klindt /  Mads Thøgersen –  Marijn Put /  Dylan Rosius: 17-21 / 21-13 / 21-17
- Shaun Ekengren /  Nils Ihse –  Dennis Koppen /  Timo Stoffelen: 14-21 / 21-14 / 21-13
- Yanis Gaudin /  Lalaina Ramanana-Rahary –  Elias Beckmann /  Florian Reinhold: 21-18 / 14-21 / 22-20
- Declan Bennett /  Tony Crowley –  Max Gotfredsen /  Alexander Rydstrom: 21-14 / 21-18
- Felix Hammes /  Christopher Klauer –  Torjus Flåtten /  Mattias Xu: 21-16 / 21-12
- Emil Lauritzen /  Mads Muurholm –  Gijs Duijs /  Brian Wassink: 21-16 / 21-19
- Maxime Briot /  Louis Ducrot –  Mark Brady /  Joshua Magee: 21-18 / 15-21 / 21-10
- Vasily Kuznetsov /  Lukas Resch –  Arnaud Merklé /  Maxim Ziegler: 21-16 / 27-25
- Mateusz Danielak /  Alan Ostrowski –  Thomas Fuchs /  Simon Wang: 14-21 / 21-18 / 21-19
- Patryk Szymoniak /  Jona van Nieuwkerke –  Leander Adam /  Marvin Datko: 24-22 / 21-18
- Philip Illum Klindt /  Mads Thøgersen –  Lee Ackerman /  Angus Pedersen: 25-27 / 21-14 / 21-13
- Shaun Ekengren /  Nils Ihse –  Yanis Gaudin /  Lalaina Ramanana-Rahary: 21-16 / 16-21 / 21-15
- Felix Hammes /  Christopher Klauer –  Declan Bennett /  Tony Crowley: 21-9 / 21-10
- Emil Lauritzen /  Mads Muurholm –  Maxime Briot /  Louis Ducrot: 21-16 / 21-13
- Vasily Kuznetsov /  Lukas Resch –  Mateusz Danielak /  Alan Ostrowski: 21-11 / 21-16
- Philip Illum Klindt /  Mads Thøgersen –  Patryk Szymoniak /  Jona van Nieuwkerke: 21-19 / 21-16
- Felix Hammes /  Christopher Klauer –  Shaun Ekengren /  Nils Ihse: 21-17 / 14-21 / 21-17
- Emil Lauritzen /  Mads Muurholm –  Vasily Kuznetsov /  Lukas Resch: 21-15 / 21-16
- Philip Illum Klindt /  Mads Thøgersen –  Felix Hammes /  Christopher Klauer: 21-9 / 24-22
- Philip Illum Klindt /  Mads Thøgersen –  Emil Lauritzen /  Mads Muurholm: 21-18 / 21-13

### Damendoppel Qualifikation
- Manon Krieger /  Sarah Lamoulie –  Annalena Diks /  Alicia Molitor: 21-17 / 21-13
- Leona Michalski /  Thuc Phuong Nguyen –  Basia Grodynska /  Holly Newall: 21-8 / 21-10
- Lise Jaques /  Flore Vandenhoucke –  Indira Dickhaeuser /  Xenia Kölmel: 21-11 / 21-15
- Katja Holenz /  Vanessa Seele –  Aneta Niklas /  Wiktoria Rudzinska: 21-7 / 21-10
- Theresa Isenberg /  Brid Stepper –  Amy Hayhoe /  Natalia Mitchell: 21-13 / 21-11
- Leona Michalski /  Thuc Phuong Nguyen –  Mareike Bittner /  Caroline Huang: 21-10 / 21-18
- Zoe Hallam /  Zoe King –  Nina Becker /  Hannah Jänichen: 21-16 / 21-19
- Emma Moszczynski /  Jule Petrikowski –  Ainoa Desmons /  Flavie Vallet: 21-17 / 22-20
- Lisa Kaminski /  Hannah Pohl –  Anke Fastenau /  Paula Kick: 21-11 / 21-7
- Manon Krieger /  Sarah Lamoulie –  Chiara Marino /  Lea Schwarz: w.o.
- Lise Jaques /  Flore Vandenhoucke –  Katja Holenz /  Vanessa Seele: 21-13 / 21-13
- Theresa Isenberg /  Brid Stepper –  Manon Krieger /  Sarah Lamoulie: 21-18 / 21-17
- Leona Michalski /  Thuc Phuong Nguyen –  Zoe Hallam /  Zoe King: 21-19 / 21-15
- Lisa Kaminski /  Hannah Pohl –  Emma Moszczynski /  Jule Petrikowski: 23-21 / 21-11
- Lise Jaques /  Flore Vandenhoucke –  Theresa Isenberg /  Brid Stepper: 21-18 / 15-21 / 21-18
- Leona Michalski /  Thuc Phuong Nguyen –  Lisa Kaminski /  Hannah Pohl: 21-16 / 21-10
- Lise Jaques /  Flore Vandenhoucke –  Leona Michalski /  Thuc Phuong Nguyen: 22-20 / 21-14

### Mixed Qualifikation
- Angus Pedersen /  Zoe Hallam –  Martin Kroll /  Vanessa Seele: 21-15 / 21-14
- Ben Gatzsche /  Hannah Jänichen –  William Freer /  Charlotte Freer: 21-12 / 21-16
- Daniel Stratenko /  Sarah Bergedick –  Lalaina Ramanana-Rahary /  Flavie Vallet: w.o.
- Daniel Stratenko /  Sarah Bergedick –  Florian Bruell /  Franziska Andre: 21-13 / 21-12
- Angus Pedersen /  Zoe Hallam –  Steffen Becker /  Lea-Lyn Stremlau: 21-13 / 21-15
- Christopher Klauer /  Lisa Kaminski –  Ben Gatzsche /  Hannah Jänichen: 21-14 / 21-17

### Mixed
- Emil Lauritzen /  Iben Bergstein –  Innocenzo Santoro /  Lisa Bomers: 21-7 / 21-9
- Vasily Kuznetsov /  Miranda Wilson –  Christopher Klauer /  Lisa Kaminski: 23-21 / 21-19
- Romain Frank /  Manon Krieger –  Bruno Carvalho /  Catarina Cristina: 17-21 / 21-15 / 21-11
- Patryk Szymoniak /  Lise Jaques –  Pascal Scheiel /  Nina Becker: 21-9 / 21-11
- Matthias Kicklitz /  Thuc Phuong Nguyen –  Dominic Ashton /  Basia Grodynska: 21-13 / 21-12
- Julian Lohau /  Alicia Molitor –  Angus Pedersen /  Zoe Hallam: 21-18 / 21-19
- Thilo Mund /  Katja Holenz –  Lee Ackerman /  Zoe King: 6-21 / 21-17 / 25-23
- Brian Wassink /  Kelly van Buiten –  Alan Ostrowski /  Dagmara Pekala: 21-18 / 17-21 / 21-17
- Leander Adam /  Xenia Kölmel –  Moritz Rappen /  Paula Kick: 21-16 / 21-15
- Nicolas A. Müller /  Indira Dickhaeuser –  Lennart Konder /  Anke Fastenau: 21-15 / 21-17
- Aaron Sonnenschein /  Leona Michalski –  Yanis Gaudin /  Ainoa Desmons: 21-12 / 21-17
- Jona van Nieuwkerke /  Flore Vandenhoucke –  Declan Bennett /  Natalia Mitchell: 21-8 / 21-11
- David Walsh /  Toni Woods –  Maxime Briot /  Jule Petrikowski: 22-20 / 13-21 / 21-19
- Louis Ducrot /  Sarah Lamoulie –  Lalaina Ramanana-Rahary /  Flavie Vallet: 21-16 / 21-9
- Oliver Lau /  Ann-Sofie Husher Ruus –  Tim Fischer /  Annalena Diks: 21-16 / 21-19
- Peter Lang /  Hannah Pohl –  Daniel Stratenko /  Sarah Bergedick: 21-13 / 21-10
- Emil Lauritzen /  Iben Bergstein –  Vasily Kuznetsov /  Miranda Wilson: 21-5 / 17-21 / 21-14
- Patryk Szymoniak /  Lise Jaques –  Romain Frank /  Manon Krieger: 21-14 / 21-13
- Matthias Kicklitz /  Thuc Phuong Nguyen –  Julian Lohau /  Alicia Molitor: 21-15 / 21-12
- Brian Wassink /  Kelly van Buiten –  Thilo Mund /  Katja Holenz: 24-22 / 21-18
- Leander Adam /  Xenia Kölmel –  Nicolas A. Müller /  Indira Dickhaeuser: 21-16 / 22-20
- Aaron Sonnenschein /  Leona Michalski –  Jona van Nieuwkerke /  Flore Vandenhoucke: 21-17 / 18-21 / 21-19
- Louis Ducrot /  Sarah Lamoulie –  David Walsh /  Toni Woods: 22-20 / 21-19
- Peter Lang /  Hannah Pohl –  Oliver Lau /  Ann-Sofie Husher Ruus: 21-13 / 22-20
- Emil Lauritzen /  Iben Bergstein –  Patryk Szymoniak /  Lise Jaques: 21-17 / 21-18
- Matthias Kicklitz /  Thuc Phuong Nguyen –  Brian Wassink /  Kelly van Buiten: 21-13 / 22-20
- Aaron Sonnenschein /  Leona Michalski –  Leander Adam /  Xenia Kölmel: 21-14 / 21-5
- Peter Lang /  Hannah Pohl –  Louis Ducrot /  Sarah Lamoulie: 21-14 / 17-21 / 21-12
- Emil Lauritzen /  Iben Bergstein –  Matthias Kicklitz /  Thuc Phuong Nguyen: 22-24 / 21-13 / 21-13
- Peter Lang /  Hannah Pohl –  Aaron Sonnenschein /  Leona Michalski: 21-13 / 21-14
- Peter Lang /  Hannah Pohl –  Emil Lauritzen /  Iben Bergstein: 21-13 / 21-15